# Плака (район Афин)
Плака (греч. Πλάκα) — самый старый район Афин, расположенный у подножия северного и восточного склонов Акрополя с лабиринтами узких улочек и домами построенными в неоклассическом стиле. Улица Адриана, находящаяся на Плаке, является старейшей улицей Афин и, как показали раскопки, сохранившей своё направление с древнегреческих времён.

## История
Многие дома стоят на фундаментах античных времен, хотя их фасады и возведены в XVIII веке. В 60-х годах XX века многие жители переселились в другие районы Афин, а пустые дома и дворы заняли таверны и винные погребки. В конце 70-х годов к ним добавились магазины сувениров. Отличное местоположение и наличие многочисленных пешеходных улочек превратили Плаку в отличное место для жилья и сейчас цены на недвижимость в районе сравнимы с ценами в фешенебельных районах Афин.